# 考普堡区

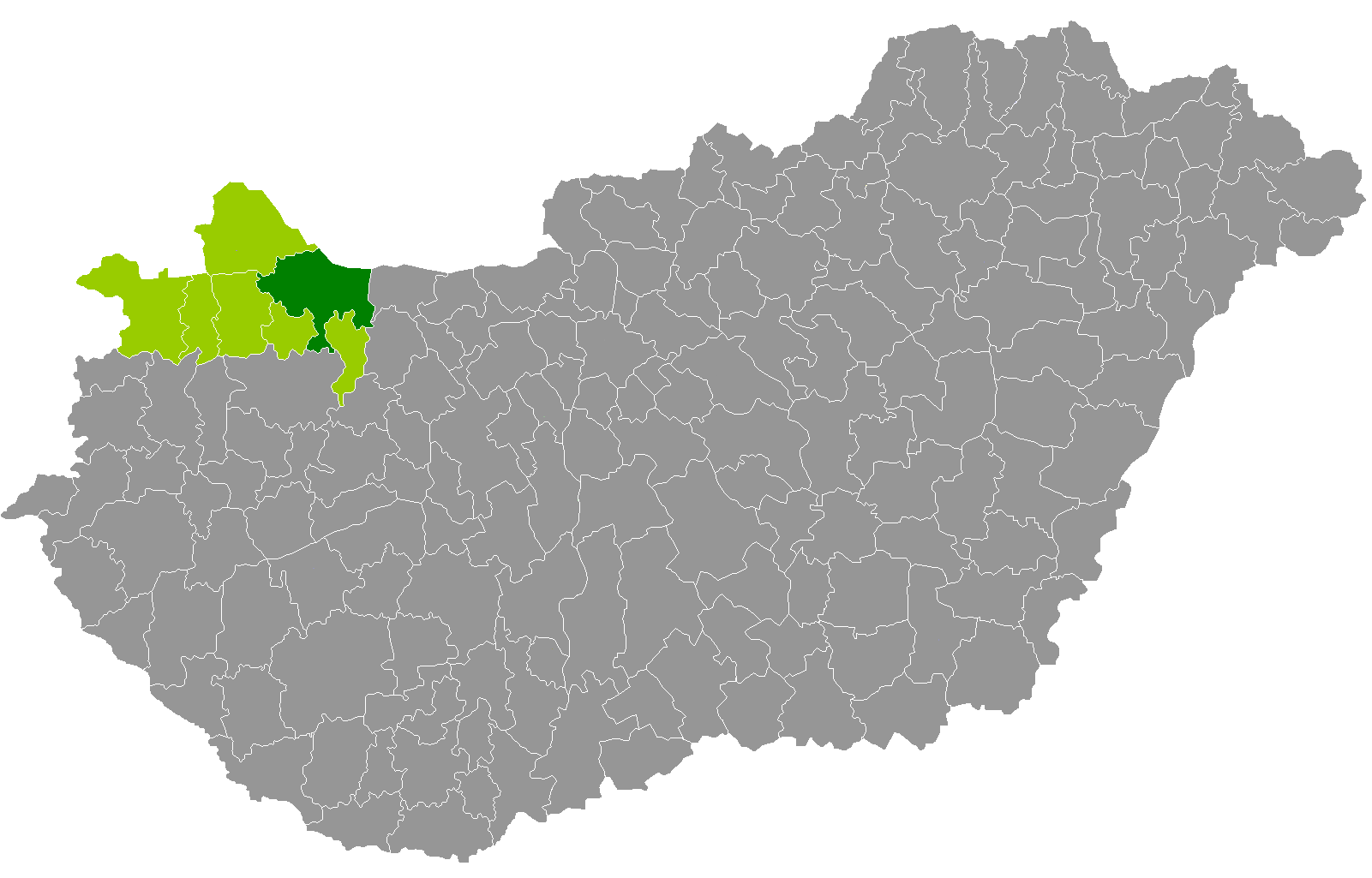

考普堡区（匈牙利語：Kapuvári járás），是匈牙利杰尔-莫松-肖普朗州的一个区，总面积372.14平方公里，总人口23,778人（2011年），人口密度64人/平方公里。中心城市为考普堡。

## 市镇
考普堡区包含两个城镇和17个村庄。